# Mojmir Sepe
Mojmir Sepe (vzdevek Mojzes), slovenski trobentar, pianist, skladatelj zabavne glasbe, dirigent, aranžer * 11. julij 1930, Črna na Koroškem, † 24. december 2020, Ljubljana.

## Življenje
Maturiral je leta 1949 na gimnaziji v Celju, na Akademiji za glasbo v Ljubljani pa je študiral klavir in trobento. Glasbeno kariero je začel leta 1950 kot trobentar pri Plesnem orkestru radia Ljubljana. Njegova glasbena nagnjenja so izhajala iz jazza in swinga. Leta 2010 je pb svoji 80-letnici prejel Kozinovo nagrado za zaokroženi skladateljski opus s področja zabavne glasbe in zlati red za zasluge RS. Umrl je na božični večer leta 2020. Vlada Republike Slovenije je odločila, da Sepetu organizira pogreb z vojaškimi častmi.

### Zasebno
Njegova žena je bila priznana slovenska popevkarica, Majda Sepe, njegova hči pa ena prvih slovenskih režiserk in scenaristka Polona Sepe.

## Uspešnice
- Zemlja pleše (1962)
- Poletna noč (1964)
- Med iskrenimi ljudmi
- Zakaj?
- Moje orglice
- Uspavanka za mrtve vagabunde
- Vzameš me v roke
- Sto majhnih nežnosti
- Pismo za Mary Brown
- Kje se nasmeh konča
- Utrinek
- Kje je tista trava
- Glažek vinčka
- Brez besed
- Nasloni se name
- V kavarni tam pri mostu
- Malokdaj se srečava
- S teboj
- Pridi, dala ti bom cvet
- Ribič, ribič me je ujel

- Tak čudno je naše življenje
- Ljubi, ljubi, ljubi
- Medved Bojan - naslovna skladba